# テル・アブ・フレイラ
座標: 北緯35度52分00秒 東経38度24分00秒 / 北緯35.86667度 東経38.40000度
テル・アブ・フレイラ（Tell Abu Hureyra、アラビア語：تل أبو هريرة）は、古代のレバント東部・メソポタミア西部にあった考古遺跡。今から13,000年以上前に穀物を栽培した跡が見られ、現在のところ人類最古の農業の例となっている。テル・アブ・フレイラはシリア北部アレッポから東に120km、ユーフラテス川中流域の南岸の台地上にあったが、ユーフラテス川をせき止める巨大ダム（en:Tabqa Dam）建設により現在ではアサド湖（en）の水底にある。遺跡では、放棄されていた時期を挟んだ2つの異なる時期の住居跡や食物の跡などが検出された。

## 終末期旧石器時代の採集と農耕
テル・アブ・フレイラの遺丘の下から見つかった終末期旧石器時代（続旧石器時代）の住居跡（アブ・フレイラ1）は、今からおよそ11,500年前に成立し、10,000年前頃まで続いた。おそらくレバント南部に早くからいた終末期旧石器時代のナトゥーフ文化人が北東方面に当たるこの地に勢力を拡大したとみられる。集落は少数の円形の住居から構成され、木や小枝等で作られていたと考えられる。人口は最大で100人から200人であった。この時期、食料は野生動物の狩猟、魚釣り、野生植物の採集で得ていた。住居の地下には食物が蓄えられていた。狩猟の対象だった主な動物は、毎年この周辺を移動するガゼルや、その他大型動物はオナガー、ヒツジ、ウシ等で、小形動物ではノウサギ、キツネ、鳥等を年中狩っていた。また採集されていた野生植物には、二種類の野生のライムギ、アインコルン（einkorn、一粒系コムギの一種・ヒトツブコムギ）、エンマーコムギ（二粒系コムギの一種）、ヒユ、その他レンズマメやピスタチオなど野生の子実類があった。
一方、13,050年前のライムギの耕作・栽培の証拠がこの遺跡から検出された。この時期は、最終氷期が終わり温暖化に向かっていた気候が再び急激な寒冷化を迎えたヤンガードリアスという寒冷期の始まりにあたり、この地域の気候の乾燥化によって野生動物や野生のムギ類が減少し、採集に依存していた人々は食糧確保のために農耕を始めたとされている。この時代の地層から出土したライムギの種子を放射性炭素年代測定などで分析した結果、終末期旧石器時代にはすでに野生種から栽培種となっていただろうことが明らかになった。なお、発掘者のアンドリュー・ムーアらは同遺跡から得られた証拠に基づき、西アジアにおける農耕の始まりはヤンガードリアス期の寒冷化が影響したとの仮説を提示した。

## 新石器時代の大規模集落
この後、放棄されていた時期を挟み、今から9400年前ごろの新石器時代（地域編年では先土器新石器時代B中期：PPNB中期）に、テル・アブ・フレイラでは再び集落が営まれた（アブ・フレイラ2）。これは最初の集落より10倍は大きく、15ヘクタールの面積のある当時の中東でも最大級の集落であった。泥レンガから長方形の住居が作られ、古い住居が崩れた泥の上に新しい住居を再建したため、集落の下には大きな丘ができあがりはじめた（これが後に遺丘となる）。栽培されていた植物の種類は飛躍的に増え、出土した当時の人々の遺骨に残っていた変形から、人々は農業に関する重労働、とりわけ粉ひきで体を酷使したことが示唆されている。また家畜を集めて飼育することも始まった。今から7300年前には土器が使われ始め、機織りもその少し前に始まった。この集落は今から7000年ほど前、紀元前5900年から5800年頃に放棄されたと考えられる。

## 発掘
テル・アブ・フレイラは1972年と1973年に発掘調査が行われた。ユーフラテスをせき止めるタブカ・ダム（Tabqa Dam）の建設により川沿いの遺跡が水没する前に緊急調査が行われ、この遺跡の調査もその一環であった。数多くの遺物や穀類などが発見され、その後研究が進められている。最初の調査報告は1983年に、最終報告は2000年に出版された。発掘に当たったのはイギリスの考古学者アンドリュー・ムーアで彼は穴などに堆積したやわらかい土砂と手付かずの硬い土壌を見極めながら丹念に発掘作業を行った。

## 分析
また発掘の後ムーアとその同僚は土壌試料を浮揚装置にかけ、712の種子サンプルを取り出すのにも成功している。この装置は種子などの植物の残滓や魚の骨、小さいビーズを土壌から分離するものだった。そうして計712のサンプルを入手し、それぞれの試料には150種類以上の食用植物の種が500個ほど含まれていたことが判明した。この結果から植物学者のゴードン・ヒルマンは約1万3000年前のアブ・フレイラでどのような植物が採集されていたかを再現することに成功する。